# Eadwald dell'Anglia orientale
Eadwald (... – 798 circa) fu re dell'Anglia orientale dal 796 al 798.

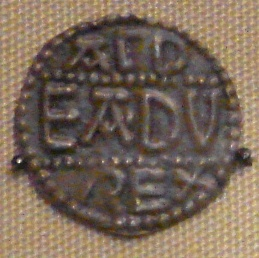
Moneta di Eadwald

Eadwald fu forse esiliato durante il regno oppressivo di Offa di Mercia, prendendo il potere dopo la morte di quest'ultimo. L'Anglia orientale rimase indipendente per un breve periodo, ma fu poi di nuovo sottomessa da Ecgfrith di Mercia (figlio di Offa, che regnò solo nel 796). Alla morte di costui il regno tornò indipendente fino a quando fu conquistato da Coenwulf di Mercia nel 798. Eadwald morì o fu comunque deposto nel 798.